# Ampáyer

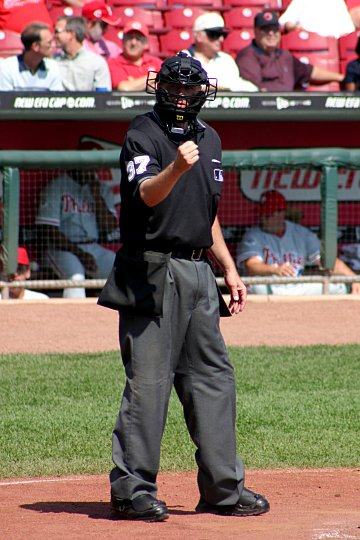
El umpire de home Gary Darling decretando que el último lanzamiento fue un strike

Ampáyer u ompáyer es el término usado en algunos países de América Latina para denominar al árbitro de un juego de béisbol. La expresión resulta de la adaptación al castellano o «españolización» del término en inglés umpire. 
Solo debe haber 4 umpires, los umpires lineales, el umpire central y el principal. Las decisiones de los ampáyeres son inapelables.
Los umpires pueden decidir sobre si el proceso de una jugada se hizo con base en el reglamento o no (por ejemplo, cuando se decide si la pelota bateada salió por la zona de jonrón o si salió por uno de los laterales de foul). Los ampáyeres pueden también advertir a los jugadores de acciones graves que pongan en riesgo a otros, pudiendo llegar a expulsar del juego al jugador o jugadores que reincidan con su conducta antideportiva. También pueden expulsar a los entrenadores que muestren una conducta inapropiada en el terreno de juego o una conducta poco respetuosa hacia los mismos ampáyeres.

## Clasificaciones de ampáyeres

### Ampáyer principal

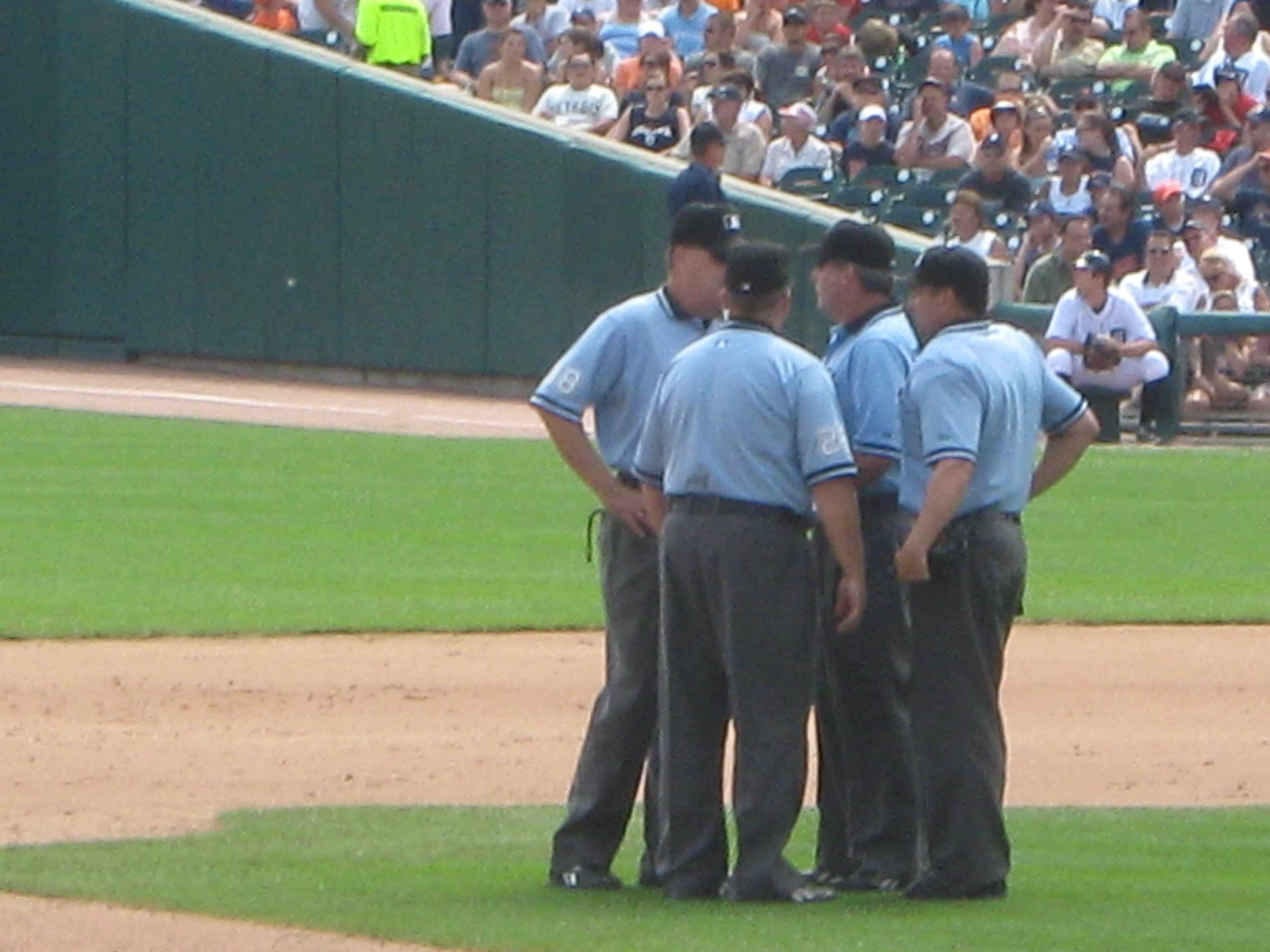
Ampáyeres poniéndose de acuerdo para decretar una jugada durante un partido de béisbol

El ampáyer principal es el árbitro más importante del béisbol debido a que es el único que puede observar gran parte del campo de béisbol. Este se coloca detrás del joum o cajón de bateo, y decide si los lanzamientos son buenos (strike) o malos (bola). El ampáyer principal puede consultar a los ubicados junto a las líneas de cal de primera y tercera si el bateador pasó el bate por la línea sin darle a la bola. El ampáyer decidirá si es strike o no (en cuyo caso puede ser bola o strike sin haber intento de bateo).

### Ampáyeres lineales
Los árbitros en primera y tercera base son los denominados ampáyeres lineales, los cuales tienen que decidir si el jugador ofensivo alcanzó la base con alguna parte del cuerpo antes de ser puesto out (eliminado) o no, en cuyo caso se queda en esa base, también tienen que decidir si la bola es faul o no, debido a que son los únicos que pueden observar gran parte de la zona de faul.

### Ampáyer central
El ampáyer central es el que se coloca en Segunda Base, el cual al igual que los ampáyeres lineales tienen que decidir si el jugador alcanzó la base y este es el único que puede observar el perímetro posterior del campo de béisbol.